# Грант, Джо
Джозеф Кларенс «Джо» Грант (англ. Joseph Clarence "Joe" Grant, 15 мая 1908, Нью-Йорк — 6 мая 2005, Глендейл) — американский аниматор и сценарист, работавший в компании Disney, во времена её золотого века анимации, Ренессанса и пост-Ренессанса.

## Биография
Джозеф Кларенс Грант родился 15 мая 1908 года в Нью-Йорке.
В 1933 году, Джо Грант начал работать на студии Disney, в качестве сценариста. Он работал над Злой королевой для самого первого полнометражного мультфильма студии, «Белоснежка и семь гномов» в качестве дизайнера персонажей. Грант также работал дизайнером персонажей для следующего полнометражного мультфильма — «Пиноккио», а затем участвовал в написании сценария, для следующих двух полнометражных мультфильмов: «Фантазия» и «Дамбо». Во время Второй мировой войны, Грант работал над пропагандистскими мультфильмами, такими как «Der Fuehrer’s Face».
В 1949 году, Джо Грант покинул студию и открыл собственное дело по продаже керамических изделий и открыток. В 1989 году, он вернулся в Disney, когда началось производство мультфильма 1991 года, «Красавица и Чудовище». Также Грант участвовал в производстве таких мультфильмов Disney, как «Аладдин», «Король Лев», «Покахонтас» и многих других. Последним мультфильмом, над которым работал Грант перед своей смертью, был «Не бей копытом» в качестве художника по дополнительной визуальной разработке.
6 мая 2005 года, Джо Гранта нашли без сознания на его домашней студии за рабочим местом. По прибытии в больницу медики констатировали его смерть. Вскрытие показало, что Грант умер от сердечного приступа. Его тело было захоронено на кладбище Форест-Лаун в Глендейле, Калифорния.
Памяти Джо Гранта был посвящён мультфильм 2005 года «Цыплёнок Цыпа», вышедший на экраны через шесть месяцев после его смерти, а также мультфильм 2009 года от студии Pixar — «Вверх», вышедший через четыре года после его смерти. Грант работал над обоими мультфильмами.

## Награды и номинации
- 1941 — Премия «Хьюго» в категории «Лучшая постановка, крупная форма» (Фантазия)[14]

- 1944 — Премия «Хьюго» в категории «Лучшая постановка, малая форма» (Der Fuehrer’s Face) (номинация)[15]

- 1985 — премия Уинзора Маккея[16]

- 1992 — премия Легенды Диснея[17]